# Mojżesz Łowcki
Mojżesz Leopoldowicz Łowcki (ur. 1881, zm. 1940 w Palmirach) – szachista polski pochodzenia żydowskiego, związany z Warszawskim Towarzystwem Zwolenników Gry Szachowej.
Lata młodzieńcze Łowcki spędził w Kijowie, tamże uczęszczał do gimnazjum i studiował na uniwersytecie. Od 1903 studia kontynuował w Niemczech. Miał już wówczas za sobą debiut turniejowy, wystąpił bowiem w 1903 w III wszechrosyjskim turnieju w Kijowie. W udanym występie debiutant pokonał m.in. Akibę Rubinsteina, Abrama Rabinowicza, Fiodora Duz-Chotomirskiego i w końcowej klasyfikacji uplasował się na dzielonym 6-7. miejscu (wspólnie z Jewgienijem Znosko-Borowskim) wśród 19 uczestników; najlepszy okazał się Michaił Czigorin.
Występy turniejowe Łowcki kontynuował w Niemczech. W 1903 w Dreźnie był 4. w ośmioosobowej stawce imprezy amatorskiej, rok później na festiwalu szachowym w Koburgu zajął 2. miejsce. Występował z powodzeniem w kolejnych turniejach: w 1910 wygrał eliminacje w Hamburgu, a w imprezie głównej uplasował się na 3. miejscu, w tym samym roku w Lipsku podzielił 1-3. miejsce, wreszcie w 1911 triumfował w turnieju amatorów w Kolonii. Wyniki te przyniosły Łowckiemu nieoficjalny tytuł mistrzowski, który otworzył mu wstęp na prestiżowe turnieje dla czołówki europejskiej. W 1911 w San Remo Łowcki zajął 2. miejsce, również wicemistrzem został na turnieju lipskim na przełomie 1911 i 1912. W 1912 uplasował się na 5. miejscu (niemal w środku stawki) na turnieju gambitowym w Abbacji, wygranym przez Rudolfa Spielmanna. Nieco słabiej wypadł na dwóch turniejach mistrzowskich rozegranych w tymże roku – był 12. w Pieszczanach oraz 18. we Wrocławiu. Wszechrosyjski turniej w Petersburgu z przełomu 1913 i 1914 ponownie przyniósł Łowckiemu wysoką lokatę – był 4. w 18-osobowej stawce, za Aleksandrem Alechinem, Aronem Nimzowitschem i Aleksandrem Flambergiem.
Wyniki uzyskane przez Łowckiego do 1914 zapewniły mu wysokie miejsce w retrospektywnym rankingu szachowym ELO; szachista, cieszący się renomą jednego z czołowych graczy polsko-rosyjskich początku XX stulecia, uzyskał w tej klasyfikacji 2440 punktów.
W 1913 Łowcki osiadł na stałe w Warszawie. Niebawem wstąpił do Warszawskiego Towarzystwa Zwolenników Gry Szachowej i już w kwietniu 1913 rywalizował w małym, trzyosobowym turnieju; musiał uznać wyższość zarówno gracza warszawskiego Aleksandra Flamberga, jak i Czecha Oldřicha Durasa, ale z tym ostatnim obie partie zdołał zremisować. Wartościowe rezultaty uzyskał w dwóch turniejach o mistrzostwo Warszawskiego Towarzystwa Zwolenników Gry Szachowej w 1916 i 1917; w obu zajął 2. miejsce za Akibą Rubinsteinem, ale w 1916 uległ utytułowanemu rywalowi dopiero w meczu barażowym (dwie partie przegrał, jedną zremisował).
Starty Łowckiego w niepodległej Polsce były nieco mniej udane. Na kolejnych klubowych mistrzostwach w Warszawie w 1919 zajął ostatnie, 8. miejsce (turniej skądinąd był silnie obsadzony). W 1923 na podobnym turnieju był 5., dwa lata później – 3-5. Reprezentował barwy stolicy w potyczkach z ekipą Łodzi (1924), grywał także złożone z kilku partii mecze z krajowymi przeciwnikami (m.in. w 1922 zremisował z łodzianinem Dawidem Daniuszewskim, a w 1923 pokonał Aleksandra Flamberga). Najbardziej wartościowy rezultat okresu międzywojennego uzyskał w 1926, na pierwszych indywidualnych mistrzostwach Polski, kiedy wspólnie z trzema graczami podzielił 3-6. miejsce; wcześniej dobrze wypadł w turnieju eliminacyjnym do mistrzostw, plasując się na 3. miejscu. Na przełomie 1926 i 1927 był również 3. w kolejnym turnieju Warszawskiego Towarzystwa Zwolenników Gry Szachowej. Mistrzostwa Polski w Łodzi w 1927 przyniosły mu dzielone 11-12. miejsce.
W latach 1928–1932 kilkakrotnie grał w mistrzostwach Warszawy, regularnie kończąc rywalizację w czołówce: 1928 5. miejsce, 1930 i 1931 4. miejsce, 1932 2-3. miejsce; w tej ostatniej imprezie zdołał wyprzedzić takich rywali, jak m.in. Leon Kremer, Kazimierz Makarczyk czy Mieczysław Najdorf. Wkrótce na kilka lat wycofał się z życia turniejowego, kontakt z szachami ograniczając do gier kawiarnianych na umówione zakłady oraz pokazów gry symultanicznej i "na pamięć". W 1937 w Juracie jeszcze raz wystąpił w mistrzostwach Polski, zajął jednak odległe miejsce (dzielona 17-18. lokata). Mimo to przewidywany był jego występ w wielkim turnieju mistrzowskim w Warszawie jesienią 1939, do którego nie doszło z powodu wybuchu II wojny światowej.
Pozostając aktywnym uczestnikiem kawiarnianego życia szachowego w okupowanej Warszawie, w styczniu 1940 Łowcki został aresztowany przez hitlerowców. Razem z nim zatrzymano dużą grupę szachistów, zgromadzonych w kawiarni Jana Kwiecińskiego; uwięzieni gracze, w liczbie około trzydziestu, zdołali rozegrać w areszcie turniej, którego zwycięzcą został Łowcki. Wkrótce część szachistów została zamordowana, m.in. Dawid Przepiórka, Achilles Frydman, Stanisław Kohn. Ofiarą zbrodni padł również Mojżesz Łowcki, prawdopodobnie rozstrzelany w Palmirach między styczniem a marcem 1940; Litmanowicz i Giżycki podają, że śmierć poniósł w jednym z obozów koncentracyjnych.